# Tour der französischen Rugby-Union-Nationalmannschaft nach Südamerika 1985
| Tour der Franzosen nach Südamerika 1985 | Tour der Franzosen nach Südamerika 1985 | Tour der Franzosen nach Südamerika 1985 | Tour der Franzosen nach Südamerika 1985 | Tour der Franzosen nach Südamerika 1985 |
| Übersicht                               | S                                       | G                                       | U                                       | N                                       |
| --------------------------------------- | --------------------------------------- | --------------------------------------- | --------------------------------------- | --------------------------------------- |
| Test Matches                            | 2                                       | 1                                       | 0                                       | 1                                       |
| Sonstige Spiele                         | 7                                       | 7                                       | 0                                       | 0                                       |
| Gesamt                                  | 9                                       | 8                                       | 0                                       | 1                                       |
|                                         |                                         |                                         |                                         |                                         |
| Argentinien                             | 2                                       | 1                                       | 0                                       | 1                                       |

Die Tour der französischen Rugby-Union-Nationalmannschaft nach Südamerika 1985 umfasste eine Reihe von Freundschaftsspielen der französischen Rugby-Union-Nationalmannschaft. Sie reiste im Juni 1985 durch Brasilien, Argentinien und Uruguay, wobei sie während dieser Zeit neun Spiele bestritt. Darunter waren zwei Test Matches gegen die argentinische Nationalmannschaft, die mit einem Sieg und einer Niederlage endeten. In allen übrigen Partien gingen die Franzosen als Sieger vom Platz. Es handelte sich dabei um je eine Begegnung mit der brasilianischen und der uruguayischen Nationalmannschaft (beide zählten nicht als Test Match) sowie um fünf Spiele gegen argentinische Vereine und Auswahlteams.

## Spielplan
- Hintergrundfarbe grün = Sieg
- Hintergrundfarbe rot = Niederlage

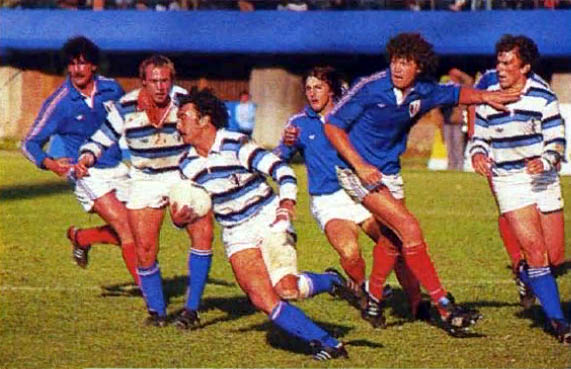
Szene aus dem Spiel gegen den San Isidro Club

(Test Matches sind grau unterlegt; Ergebnisse aus der Sicht Frankreichs)
| # | Datum         | Gegner                         | Ort                | Stadion                        | Ergebnis |
| - | ------------- | ------------------------------ | ------------------ | ------------------------------ | -------- |
| 1 | 05. Juni 1985 | Brasilien                      | Niterói            | Rio Cricket Club               | 41:6     |
| 2 | 08. Juni 1985 | San Isidro Club                | Buenos Aires       | Estadio Ferro Carril Oeste     | 41:18    |
| 3 | 12. Juni 1985 | Unión de Rugby de Cuyo         | Mendoza            | Estadio Malvinas Argentinas    | 64:6     |
| 4 | 15. Juni 1985 | Unión de Rugby de Buenos Aires | Buenos Aires       | Estadio Ferro Carril Oeste     | 50:15    |
| 5 | 18. Juni 1985 | Unión de Rugby de Tucumán      | Banda del Río Salí | Club Atlético Concepción       | 24:7     |
| 6 | 22. Juni 1985 | Argentinien                    | Buenos Aires       | Estadio Ferro Carril Oeste     | 16:24    |
| 7 | 25. Juni 1985 | Unión Santafesina de Rugby     | Santa Fe           | Estadio B. G. Estanislao López | 82:7     |
| 8 | 29. Juni 1985 | Argentinien                    | Buenos Aires       | Estadio Ferro Carril Oeste     | 23:15    |
| 9 | 30. Juni 1985 | Uruguay                        | Montevideo         | Estadio Charrúa                | 34:6     |

## Test Matches
| 22. Juni 1985 | Argentinien                                                                        | 24 : 16        | Frankreich                                                                   | Estadio Ferro Carril Oeste, Buenos Aires Zuschauer: 30.000 Schiedsrichter: Robert Francis (Neuseeland) |
| 22. Juni 1985 | Versuche: Turnes Ure Erhöhungen: Porta (2) Straftritte: Porta (3) Dropgoals: Porta | (15:6) Bericht | Versuche: Blanco Lafond Erhöhungen: Lescarboura Straftritte: Lescarboura (2) | Estadio Ferro Carril Oeste, Buenos Aires Zuschauer: 30.000 Schiedsrichter: Robert Francis (Neuseeland) |

Aufstellungen:
- Argentinien: Jorge Allen, Ricardo Annichini, Eliseo Branca, Diego Cash, Alejandro Cubelli, Diego Cuesta Silva, Juan Lanza, Bernardo Miguens, Javier Miguens, Gustavo Milano, Fernando Morel, Tomás Petersen, Hugo Porta , Fabián Turnes, Ernesto Ure 
 Auswechselspieler: Pedro Lanza, Rafael Madero
- Frankreich: Pierre Berbizier, Serge Blanco, Éric Bonneval, Éric Champ, Didier Codorniou, Jean Condom, Philippe Dintrans , Pierre Dospital, Jean-Pierre Garuet-Lempirou, Jacques Gratton, Jean-Luc Joinel, Jean-Baptiste Lafond, Jean-Patrick Lescarboura, Alain Lorieux, Philippe Sella

| 29. Juni 1985 | Argentinien                                                     | 15 : 23        | Frankreich                                                                                          | Estadio Ferro Carril Oeste, Buenos Aires Zuschauer: 40.000 Schiedsrichter: Robert Francis (Neuseeland) |
| 29. Juni 1985 | Versuche: Cuesta Silva Erhöhungen: Porta Straftritte: Porta (3) | (6:16) Bericht | Versuche: Berbizier, Blanco, Codorniou, Erbani Erhöhungen: Lescarboura (2) Straftritte: Lescarboura | Estadio Ferro Carril Oeste, Buenos Aires Zuschauer: 40.000 Schiedsrichter: Robert Francis (Neuseeland) |

Aufstellungen:
- Argentinien: Jorge Allen, Eliseo Branca, Diego Cash, Alejandro Cubelli, Diego Cuesta Silva, Pedro Lanza, Bernardo Miguens, Javier Miguens, Gustavo Milano, Fernando Morel, Tomás Petersen, Hugo Porta , Alejandro Scolni, Fabián Turnes, Ernesto Ure
- Frankreich: Pierre Berbizier, Serge Blanco, Hervé Chabowski, Éric Champ, Didier Codorniou, Jean Condom, Philippe Dintrans , Daniel Dubroca, Dominique Erbani, Jacques Gratton, Jean-Baptiste Lafond, Jean-Patrick Lescarboura, Laurent Pardo, Thierry Picard, Philippe Sella 
 Auswechselspieler: Alain Lorieux